# Jastrabá
Jastrabá (en allemand : Gastrub ; en hongrois : Karvaly ) est un village du district de Žiar nad Hronom, dans la région de Banská Bystrica, en Slovaquie.

## Histoire
La première mention écrite du village date de 1487.

## Démographie

### Évolution de la population
| Année:               | 1994. | 2004.   | 2014.   | 2024.   |
| -------------------- | ----- | ------- | ------- | ------- |
| Nombre de personnes: | 593   | 590     | 552     | 552     |
| Différence:          |       | -0,50 % | -6,44 % | +1,42 % |

| Année:               | 2023. | 2024.   |
| -------------------- | ----- | ------- |
| Nombre de personnes: | 555   | 552     |
| Différence:          |       | -0,54 % |